# Щерьо Ангелов
Щѐрьо (Щѐрю) А̀нгелов Янев е деец на революционното работническо движение в България.
Роден е на 20 ноември 1915 г. в село Чимал (след 1934 г. – Мъглен, Царство България). Член е на Българската комунистическа партия от 1940 г., секретар на партийната организация в родното си село. Като войник активно участва в революционната дейност и във формирането на Войнишката партизанска бригада „Георги Димитров". От началото на юни 1944 г. е заместник-командир на бригадата.
Загива на 22 август 1944 г. в сражение в местността „Сеятц“ (Вранско, Югославия).
В центъра на родното му село е издигнат негов паметник.